# Rimkilga
Rimkilga est une localité située dans le département de Pissila de la province du Sanmatenga dans la région Centre-Nord au Burkina Faso.

## Histoire
Rimkilga signifie en langue locale mooé "Ri laf killé" qui se traduit littéralement en français " manger et se reposer"

## Économie
L'agro-pastoralisme est l'activité principale de L'agriculture reste la principale activité

## Éducation et santé
Le centre de soins le plus proche de Rimkilga est le centre de santé et de promotion sociale (CSPS) de Pissila – à terme le projet de construction de CSPS à Goèma en fera le centre de référence pour Rimkilga – tandis que le centre hospitalier régional (CHR) se trouve à Kaya.
Rimkilga possède une école primaire publique.